# El Profesor
Pour plus de détails, voir Fiche technique et Distribution.
El Profesor (Puan) est un film argentin de María Alché et Benjamín Naishtat, sorti en 2023.

## Synopsis
Le professeur Caselli, détenteur de la chaire de philosophie de l'université de Puan à Buenos Aires, meurt brusquement pendant son jogging. Son successeur naturel devrait être Marcelo Pena, dont il fut le mentor. Mais, en dehors de ses cours où il excelle, Marcelo est terne, maladroit et introverti. Alors quand débarque de l'étranger Sujarchuk, qui brigue lui aussi le poste, ses chances d'y accéder sont minces. Car son rival a tout le charisme et le pouvoir de séduction qui lui manquent.

## Fiche technique
Sauf indication contraire, les informations mentionnées dans cette section peuvent être confirmées par la base de données cinématographiques IMDb,  présente dans la section « Liens externes ».
- Titre original : Puan
- Titre français : El Profesor
- Réalisation et scénario : María Alché et Benjamín Naishtat
- Musique : Santiago Dolan
- Direction artistique : Julieta Dolinsky
- Costumes : Mariana Seropian
- Photographie : Hélène Louvart
- Son : Fernando Ribero
- Montage : Lívia Serpa
- Production : Georgina Baisch, Cecilia Salim
- Sociétés de production : Pasto, Pucara Cine
- Sociétés de distribution : 
  - Argentine : Digicine
  - France : Condor Distribution
- Pays d'origine : Argentine
- Format : Couleurs
- Genre : comédie dramatique
- Durée : 109 minutes
- Dates de sortie :
  - Espagne : 26 septembre 2023 (Festival international du film de Saint-Sébastien 2023)
  - Argentine : 5 octobre 2023
  - France : 3 juillet 2024

## Distribution
- Marcelo Subiotto (es) : Marcelo Pena
- Leonardo Sbaraglia : Rafael Sujarchuk
- Julieta Zylberberg : Jazmín, une collègue de Marcelo
- Alejandra Flechner (es) : Doris Caselli
- Cristina Banegas (es) : Beatriz, la doyenne de l'université
- Mara Bestelli (es) : Vicky Pena, l'épouse de Marcelo
- Juan Luppi (es) : Lucas, un collègue de Marcelo
- Zulema Galperin : Amelia, la dame âgée qui prend des cours particuliers
- Liliana Juárez (es) : Luisa, la bonne d'Amelia
- Lali Espósito : Vera Motta, l'actrice
- Luis Ziembrowski (es) : le commissaire

## Distinctions

### Récompenses
- Festival international du film de Saint-Sébastien 2023 : prix du meilleur scénario et prix du meilleur premier rôle pour Marcelo Subiotto[1],[2].

### Nominations
- Goyas 2024 : meilleur film ibéroaméricain
- Prix Platino 2024 : meilleur acteur pour Marcelo Subiotto, meilleure actrice dans un second rôle pour Alejandra Flechner, meilleur acteur dans un second rôle pour Leonardo Sbaraglia, meilleure direction artistique et prix Cinéma et Éducation aux Valeurs